# Polichinelo

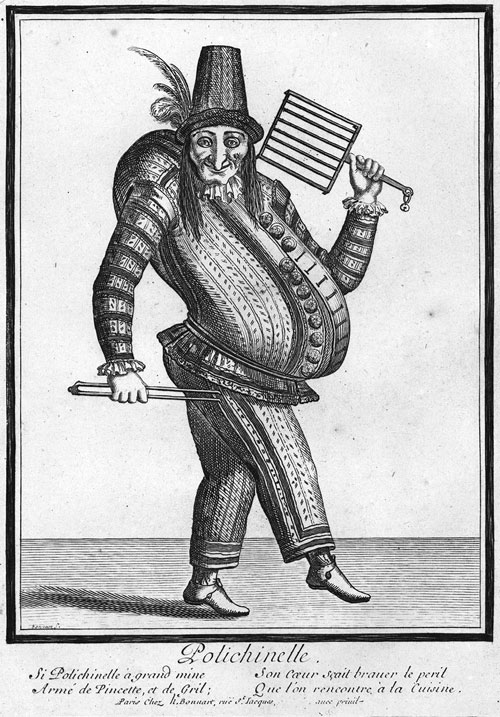
Ilustração de Polichinelo por volta do ano 1650

Polichinelo (em italiano:  Pulcinella) é uma antiga personagem-tipo e burlesca da commedia dell'arte, cujas raízes remontam ao teatro da Roma Antiga. Se caracteriza pelo nariz longo, cifose, grande barriga, barrete, roupa multicolorida e fala tremida e esganiçada.
Polichinelo resume em si mesmo a unidade dos contrários, com algumas versões de sua estória colocando-o até mesmo como hermafrodita ou filho de plebeu e nobre.
Segredo de Polichinelo é uma informação que devia ser secreta, mas que é do conhecimento geral.

## Teatro de marionetas
Os personagens da Commedia dell'Arte foram ainda transportados para o teatro de marionetas, como foi o caso de Polichinelo, que, em Portugal, também teve o nome de D. Roberto:
Podemos, sem grande margem de erro, afirmar que na Europa, o século XVII vê o teatro de marionetas expandir-se, tornando-se um espectáculo de grande aceitação popular. Tornadas marionetas, as personagens da Commedia dell'Arte obtém enorme aprovação popular e, ainda que concebidos em locais e momentos diferentes, mantiveram, até aos nossos dias, a sua existência e identidade de base. É a história do Pulcinella italiano que se tornou Polichinelo e Guignol (França), Punch e Judy (Inglaterra), Polichinelo, Kasperl (Alemanha e Áustria) que substitui o Tradicional Hanswurst "João Salsicha", Petrouchka (Rússia), Kasparek (Praga), Don Cristobal (Espanha) e D. Roberto (Portugal)... Estas representações de marionetas de luva, essencialmente dedicadas a um público popular, conseguiam, com frequência, escapar à dura censura a que eram sujeitos, ao recorrerem a diálogos improvisados, dificilmente submetidos a controle prévio.
Ainda hoje se usa a expressão "um Roberto" para designar "um boneco". A personagem feminina da Commedia dell'Arte era a Colombina, que associada a Don Cristobal, o Polichinelo espanhol, oferecia uma ligação direta a Don Cristobal Colon.